# Bahnstrecke Lambach–Haag am Hausruck
| Plandienstfahrzeug ET 25.103 in Haag am Hausruck |                      |                                                        |                                                        |
| Streckenlänge: | 21,875 km            |                                                        |                                                        |
| Spurweite: | 1435 mm (Normalspur) |                                                        |                                                        |
| Stromsystem: | 750 Volt =           |                                                        |                                                        |
| Maximale Neigung: | 30 ‰                 |                                                        |                                                        |
| Minimaler Radius: | 142 m                |                                                        |                                                        |
| Streckengeschwindigkeit: | 50 km/h              |                                                        |                                                        |
| |                      |                                                        |                                                        |
| \| \| \| von Wien (bis zur Neutrassierung 2012) \| \| \| \| \| \| \| \| \| 4,391 \| Abzw Neukirchen bei Lambach[2] (1991–2012 Abzw Lambach 1)[3] \| Abzw Neukirchen bei Lambach[2] (1991–2012 Abzw Lambach 1)[3] \| \| \| \| \| \| \| \| \| nach Salzburg (bis zur Neutrassierung 2012) \| \| \| \| 4,502 \| Infrastrukturgrenze \| Infrastrukturgrenze \| \| \| 5,70 \| Strohham \| Strohham \| \| \| 7,00 \| Aichkirchen \| Aichkirchen \| \| \| 8,90 \| Bachmanning \| Bachmanning \| \| \| 11,00 \| Getzing \| Getzing \| \| \| 11,90 \| Hörbach \| Hörbach \| \| \| 13,80 \| Eggerding \| Eggerding \| \| \| 14,80 \| Gaspoltshofen \| Gaspoltshofen \| \| \| 18,00 \| Altenhof am Hausruck \| Altenhof am Hausruck \| \| \| 19,40 \| Weinberg-Geboltskirchen \| Weinberg-Geboltskirchen \| \| \| 22,20 \| Weibern-Aistersheim \| Weibern-Aistersheim \| \| \| 24,40 \| Untermeggenbach \| Untermeggenbach \| \| \| 26,266 \| Haag am Hausruck \| Haag am Hausruck \| |                      |                                                        |                                                        |
| Strecke (außer Betrieb) |                      | von Wien (bis zur Neutrassierung 2012)                 | von Wien (bis zur Neutrassierung 2012)                 |
| |                      |                                                        |                                                        |
| Blockstelle (Strecke außer Betrieb) | 4,391                | Abzw Neukirchen bei Lambach (1991–2012 Abzw Lambach 1) | Abzw Neukirchen bei Lambach (1991–2012 Abzw Lambach 1) |
| |                      |                                                        |                                                        |
| Abzweig geradeaus und nach links (Strecke außer Betrieb) |                      | nach Salzburg (bis zur Neutrassierung 2012)            | nach Salzburg (bis zur Neutrassierung 2012)            |
| Wechsel des Eisenbahninfrastrukturunternehmens (Strecke außer Betrieb) | 4,502                | Infrastrukturgrenze                                    | Infrastrukturgrenze                                    |
| Haltepunkt / Haltestelle (Strecke außer Betrieb) | 5,70                 | Strohham                                               | Strohham                                               |
| Haltepunkt / Haltestelle (Strecke außer Betrieb) | 7,00                 | Aichkirchen                                            | Aichkirchen                                            |
| Bahnhof (Strecke außer Betrieb) | 8,90                 | Bachmanning                                            | Bachmanning                                            |
| Haltepunkt / Haltestelle (Strecke außer Betrieb) | 11,00                | Getzing                                                | Getzing                                                |
| Haltepunkt / Haltestelle (Strecke außer Betrieb) | 11,90                | Hörbach                                                | Hörbach                                                |
| Haltepunkt / Haltestelle (Strecke außer Betrieb) | 13,80                | Eggerding                                              | Eggerding                                              |
| Haltepunkt / Haltestelle (Strecke außer Betrieb) | 14,80                | Gaspoltshofen                                          | Gaspoltshofen                                          |
| Haltepunkt / Haltestelle (Strecke außer Betrieb) | 18,00                | Altenhof am Hausruck                                   | Altenhof am Hausruck                                   |
| Haltepunkt / Haltestelle (Strecke außer Betrieb) | 19,40                | Weinberg-Geboltskirchen                                | Weinberg-Geboltskirchen                                |
| Haltepunkt / Haltestelle (Strecke außer Betrieb) | 22,20                | Weibern-Aistersheim                                    | Weibern-Aistersheim                                    |
| Haltepunkt / Haltestelle (Strecke außer Betrieb) | 24,40                | Untermeggenbach                                        | Untermeggenbach                                        |
| Kopfbahnhof Streckenende (Strecke außer Betrieb) | 26,266               | Haag am Hausruck                                       | Haag am Hausruck                                       |

Die Bahnstrecke Lambach–Haag am Hausruck, auch Haager Lies genannt, ist eine stillgelegte Lokalbahn in Österreich. Die 21,875 Kilometer lange normalspurige Stichbahn zweigte nahe der Haltestelle Neukirchen bei Lambach von der Westbahn ab und verlief bis Haag am Hausruck in Oberösterreich. Die meisten Züge fuhren über die Westbahn durchgehend von und nach Lambach, wo auch die Kilometrierung ihren Ausgangspunkt hatte. Einige Züge verkehrten über Lambach hinaus bis Wels.
Die Strecke nach Haag wurde am 23. Juli 1901 eröffnet. Sie befand sich zuletzt vollständig im Eigentum der Österreichischen Bundesbahnen (ÖBB), welche die Stern & Hafferl Verkehrsgesellschaft mit der Betriebsführung beauftragt hatte. Die Bahn war mit 750 Volt Gleichstrom elektrifiziert. Da die Westbahn mit 15 Kilovolt Wechselstrom elektrifiziert ist, mussten Zweisystemfahrzeuge eingesetzt werden. Am 13. Dezember 2009 wurde der Gesamtverkehr auf der Strecke eingestellt und durch Buslinien ersetzt. Mittlerweile wurden die Bahnanlagen abgetragen, auf der Trasse wurde ein Geh- und Radweg errichtet.

## Geschichte

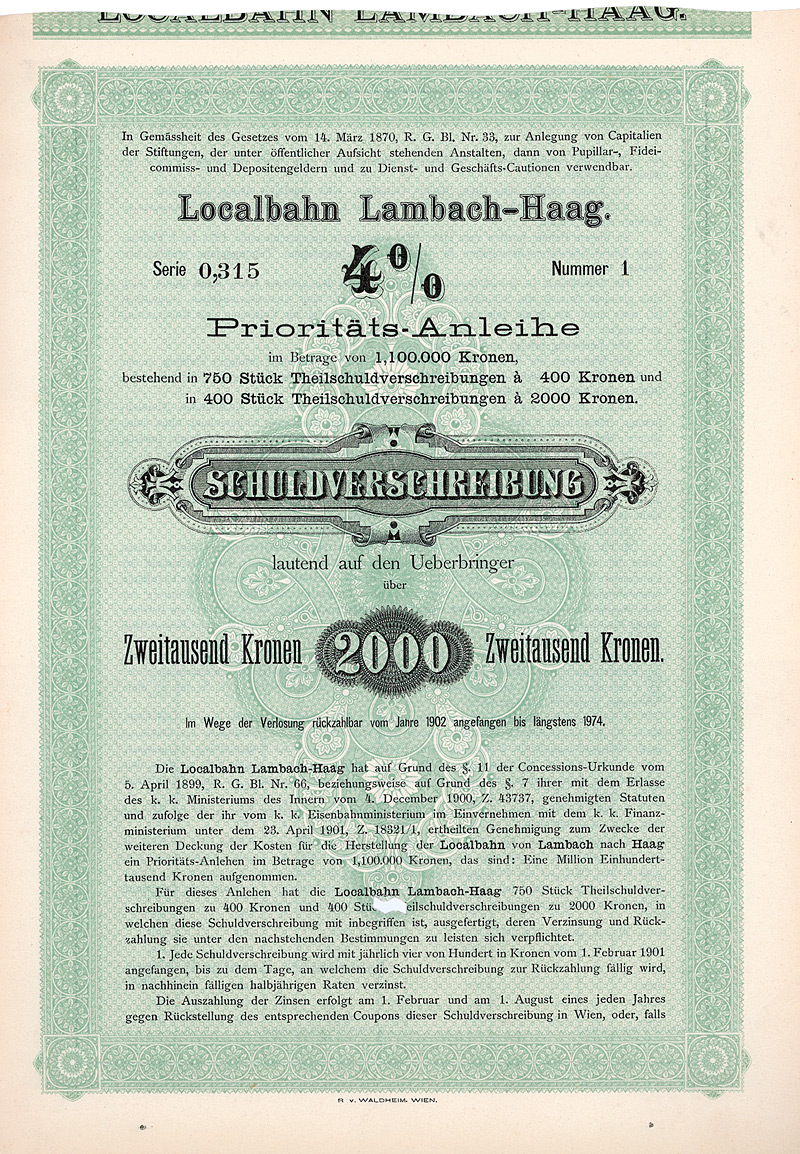
Schuldverschreibung über 2000 Kronen der Localbahn Lambach–Haag vom 1. Februar 1901

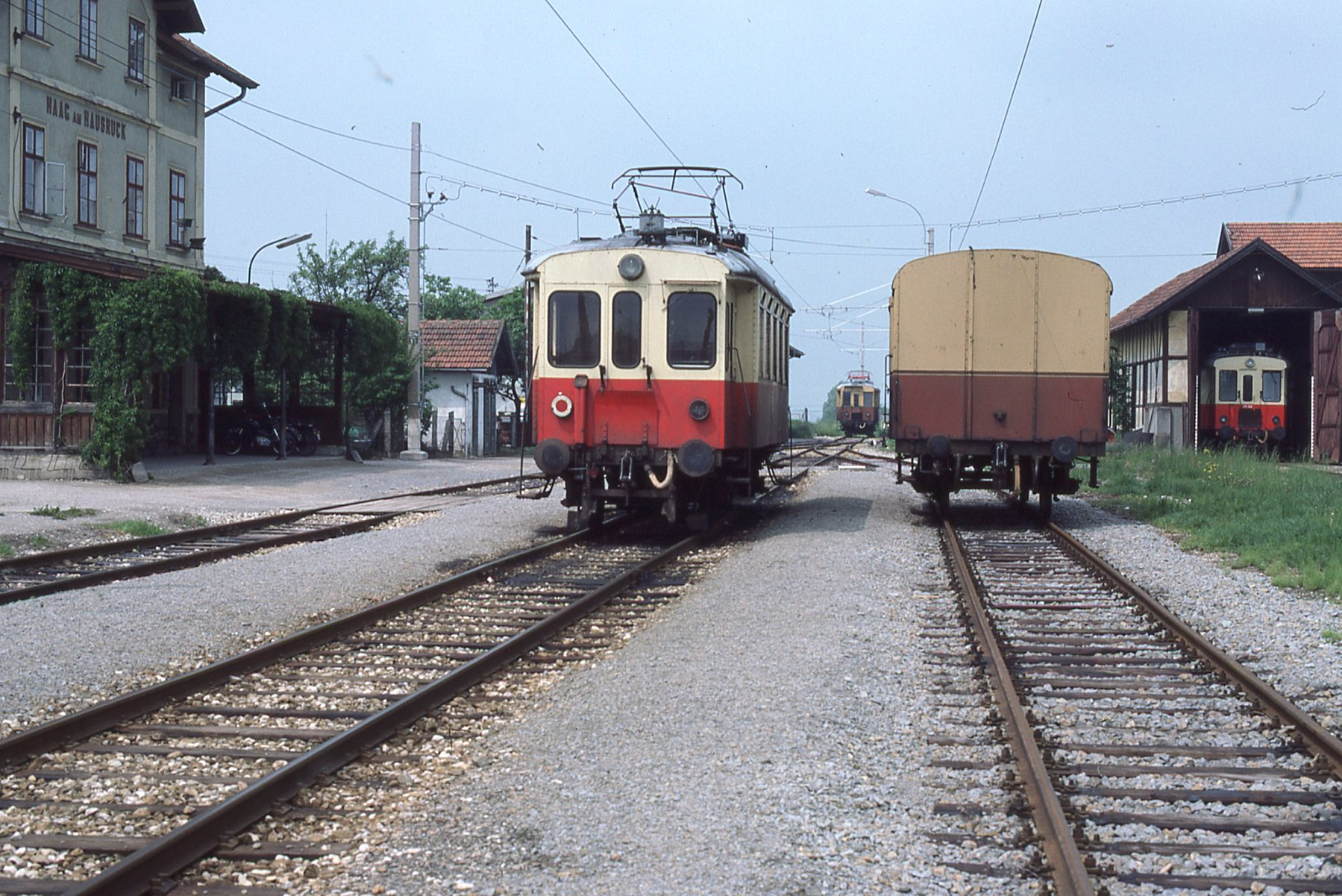
Triebwagen im Bahnhof Haag am Hausruck (1977); das Bahnhofsgebäude wurde 1991 abgerissen

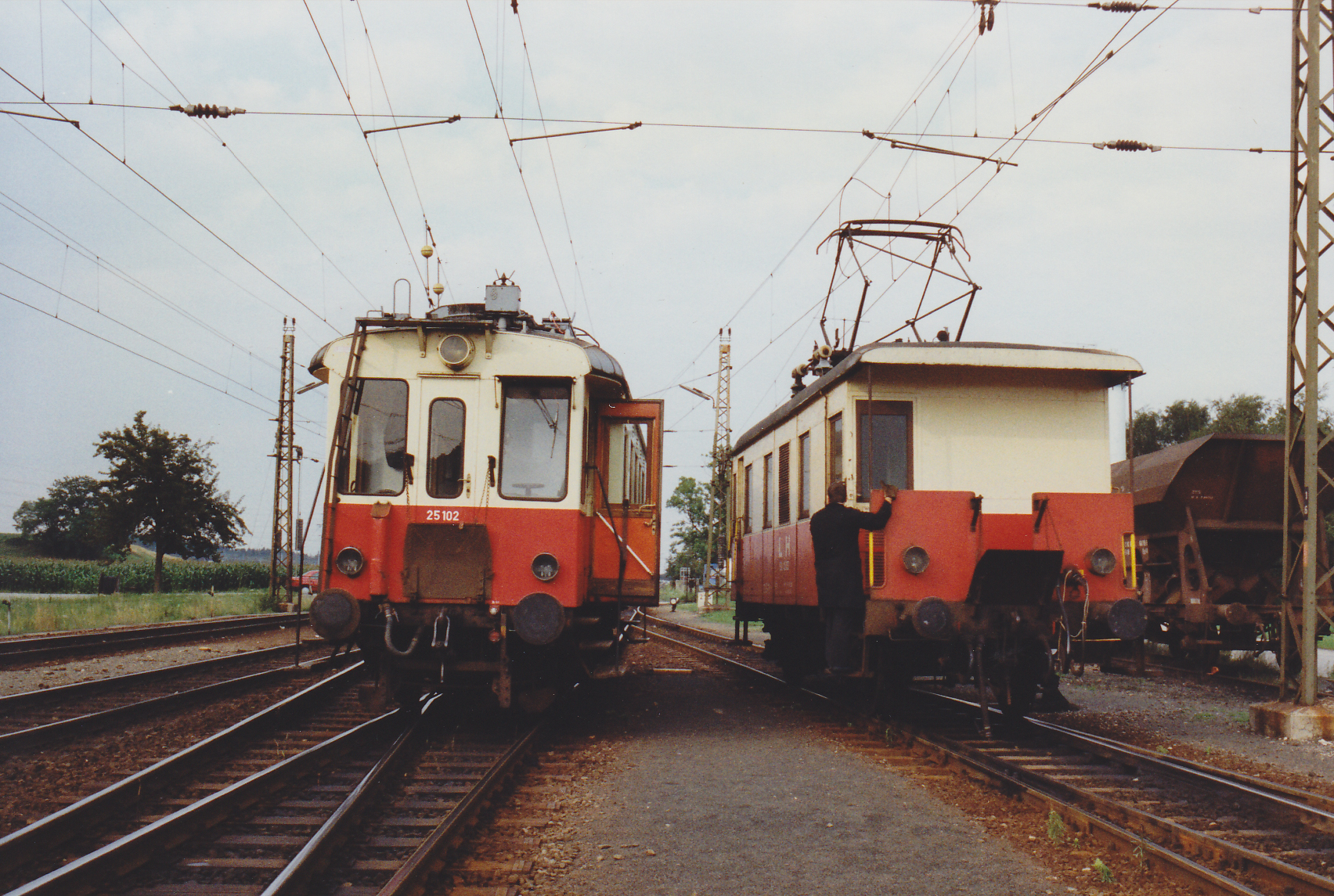
Der Quecksilberdampfgleichrichterwagen wird in Lambach beigestellt (Mai 1988)

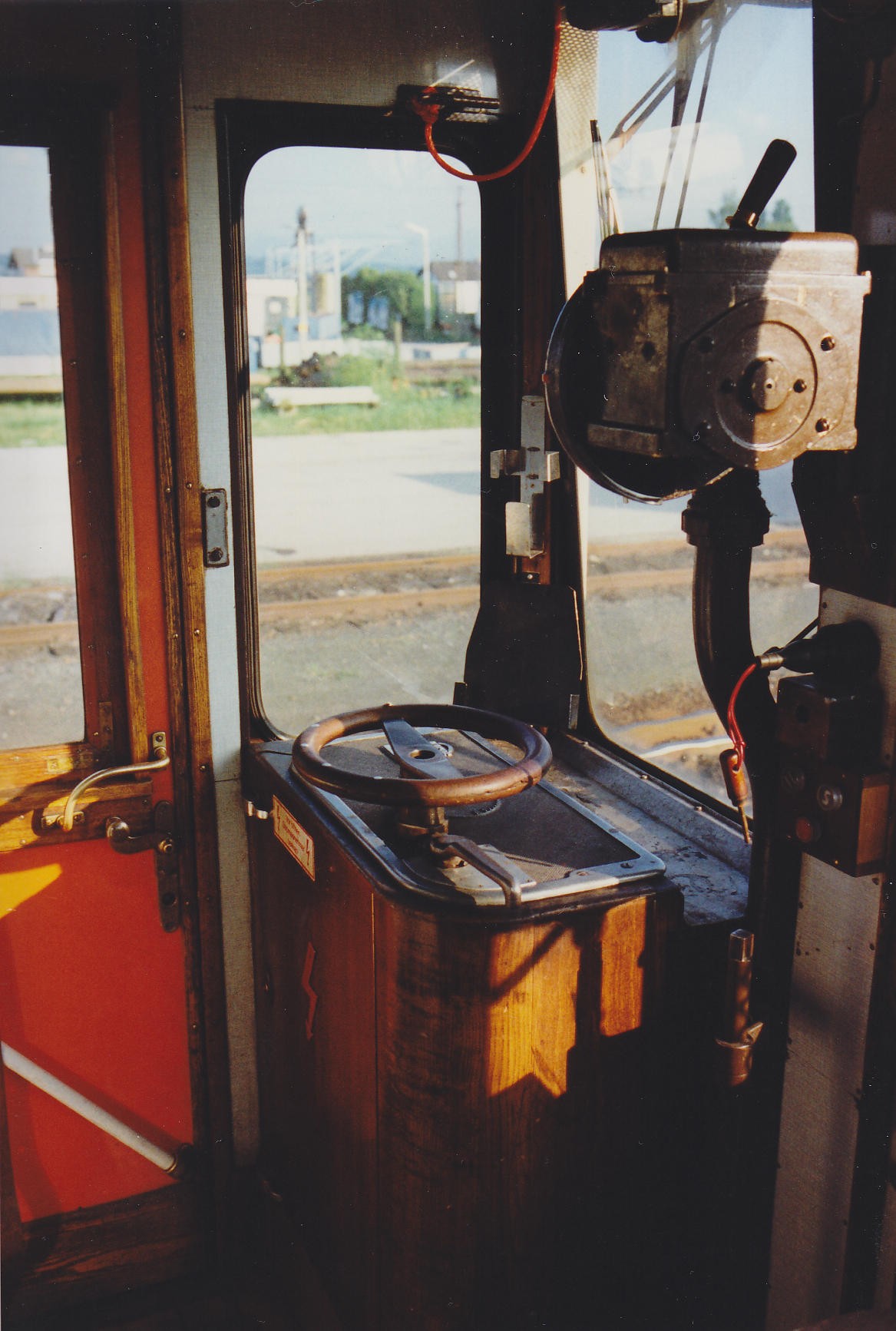
Führerstand des ET 25 102 (Mai 1988)

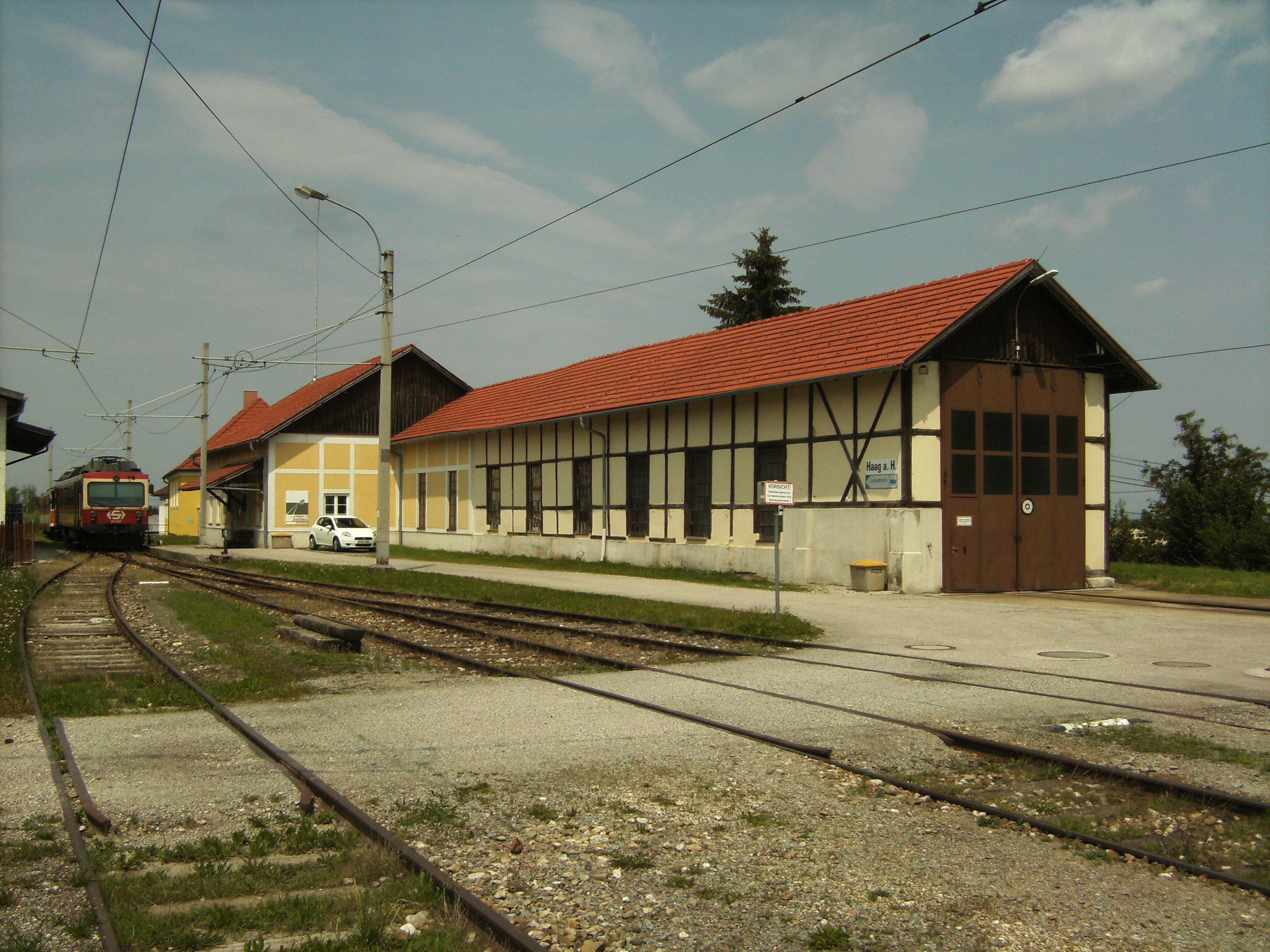
Werkstatt und Remise Haag am Hausruck

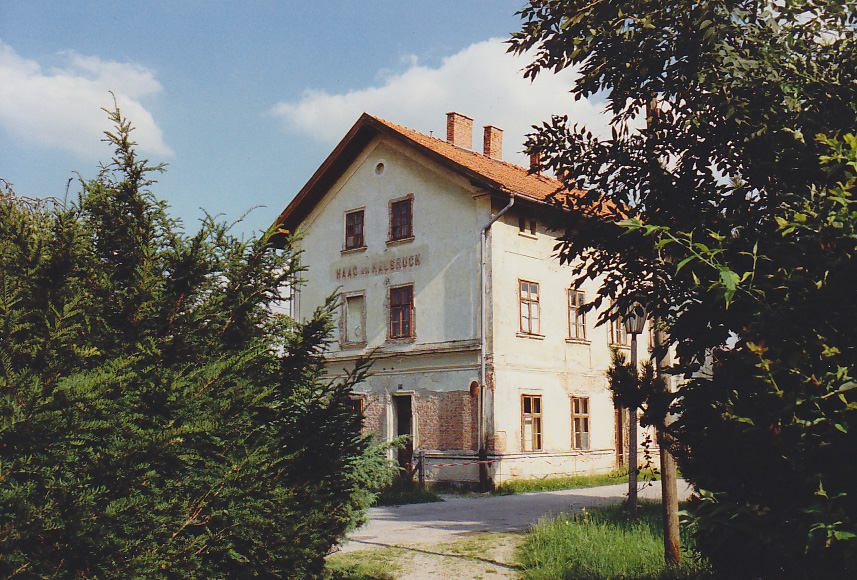
Bahnhof Haag am Hausruck (Mai 1988)

Im Oktober 1898 war das Projekt Lambach–Haag in der vom Eisenbahnminister im Abgeordnetenhaus eingebrachten Localbahn-Vorlage eine von 23 in allen Teilen des Reichs zu errichteten Bahnen niederer Ordnung. Bereits im März 1897 hatte der Landtag Oberösterreichs seinen Finanzbeitrag zum Bau der Lokalbahn beschlossen.
Die Konzession für die Strecke wurde am 5. April 1899 erteilt, die Aktiengesellschaft Localbahn Lambach–Haag wurde 1901 gegründet. Mit der Betriebsführung auf dieser Strecke wurden ursprünglich die k.k. österreichische Staatsbahnen beauftragt, die Dampflokomotiven auf der Strecke einsetzte. Von Anfang an war eine Verlängerung nach Ried im Innkreis geplant, diese wurde jedoch nie realisiert. Mit 1. Jänner 1930 wurde die Aktiengesellschaft liquidiert, die Österreichische Bundesbahnen (damals noch BBÖ) Eigentümer der Strecke. Da sich die Einnahmen in den 1930er Jahren weiter rapide verschlechterten, wollte diese die Bahn einstellen. Die Verkehrsunternehmen Stern & Hafferl übernahm die Betriebsführung und rettete die Bahn damit. Daraufhin begann Stern & Hafferl im Jahre 1932 mit der Elektrifizierung der Strecke. Ein Jahr später konnte man am 8. April 1933 den ersten elektrischen Triebwagen auf der Strecke in Betrieb nehmen. Das weitere Rollmaterial, wie Dienst-, Post- und Wiener Stadtbahnwagen stellten weiterhin die Bundesbahnen.
Ab 1948 elektrifizierte die ÖBB die Westbahn mit Wechselstrom durch, was für den Lokalbahnbetrieb Veränderungen mit sich brachte. Die Fahrleitung der Lokalbahn musste deswegen zwischen Lambach und Neukirchen abgebaut werden. Da ein Betrieb mit Elektrotriebwagen in diesem Abschnitt nicht mehr möglich war, mussten diese Fahrten notgedrungen mit Dampflokomotiven der Bundesbahnen absolviert werden (Stundenmiete samt Personal: 75 Schilling). Stern & Hafferl konnte jedoch für dieses Problem eine dauerhafte Lösung finden: Die Hauptwerkstätte Vorchdorf baute gemeinsam mit der Elektrobau AG (Linz, Kraußstraße 7) einen selbstfahrenden Gleichrichterwagen mit einem federnd aufgehängten Quecksilberdampf-Gasgleichrichter, der einen Betrieb mit Gleich- und Wechselstrom ermöglichte. Dieses Fahrzeug lief im Abschnitt Bachmanning–Lambach im Zugverband mit dem Triebfahrzeug, dem es den Gleichstrom über ein Starkstromkabel zuführte.
Im Jahre 1952 baute die Werkstatt einen zweiten solchen Gleichrichterwagen. Die Lokalbahnfahrzeuge konnten somit das Streckennetz der ÖBB befahren. Der Übergang zwischen Gleich- und Wechselstrom erfolgte auf einem 800 Meter langen Streckenabschnitt bei Neukirchen. Später wurden die Quecksilbergleichrichter durch Siliziumgleichrichter ersetzt. Ab August 1989 wurden Zweisystemtriebwagen eingesetzt, die nicht mehr auf einen Gleichrichterwagen angewiesen waren.

### Die letzten Betriebsjahre
Wochentags bedienten in der letzten Fahrplanperiode die Strecke sieben Zugpaare auf der Linie Lambach–Haag am Hausruck, bis Wels zwei zusätzliche auf der Line Wels–Haag am Hausruck. An Samstagen wurden nur zwei Zugpaare angeboten, an Sonntagen nur mehr eines. Im Planbetrieb kamen die beiden Triebwagen der Reihe 4855 zum Einsatz.

### Das Ende
Im ÖBB-Regionalbahnkonzept, das im Juni 2006 dem ÖBB-Aufsichtsrat vorgelegt wurde, wurde die Haager Lies bereits als „dauerhaft einzustellen“ geführt. 
Die ÖBB reichten 2008 Pläne für eine Neutrassierung der Westbahn ein, die höhere Fahrgeschwindigkeiten erlaubt, jedoch eine Anbindung der Haager Lies an die Westbahn nicht mehr vorsahen. Die Haager Lies wurde im Regionalbahnkonzept dann demgemäß als „nicht vernetzte Eisenbahn“ geführt, deren Strecke abzutreten oder einzustellen ist.
Mit dem 12. Dezember 2009 wurde der Personenverkehr auf der gesamten Strecke eingestellt. Die ÖBB Infrastruktur Betrieb AG hatten ursprünglich vor, den Betrieb bereits 2006 einzustellen, verlängerten den Betriebsvertrag auf Drängen des Betreibers Stern & Hafferl bis 2009. Eine weitere Verlängerung bis 2010 wurde abgelehnt. Ein Nachfolgeverkehr mit Bussen wurde eingerichtet.
Gleiskörper und Masten wurden abgetragen. Auf der Trasse der Haager Lies wurde ein 22 km langer Radweg errichtet, der am 18. September 2021 eröffnet wurde.

## Fahrzeuge
Neben den beiden eigens für die Haager Lies beschafften Plantriebwagen ET 25. 101 und 102, welche 1932 von den ÖSSW und der Grazer Waggonfabrik gebaut worden waren, kamen im Laufe der Jahrzehnte viele verschiedene Fahrzeuge aus dem Fuhrpark von StH auf der Lokalbahn zum Einsatz.
Remisen gab es in Bachmanning und Haag am Hausruck. Da nicht alle Fahrzeuge geschützt abgestellt werden konnten, stand ein Großteil im Freien.
Siehe auch: Fahrzeuge der Stern & Hafferl Verkehrsgesellschaft
Übersicht über die auf der Haager Lies eingesetzten Fahrzeuge:

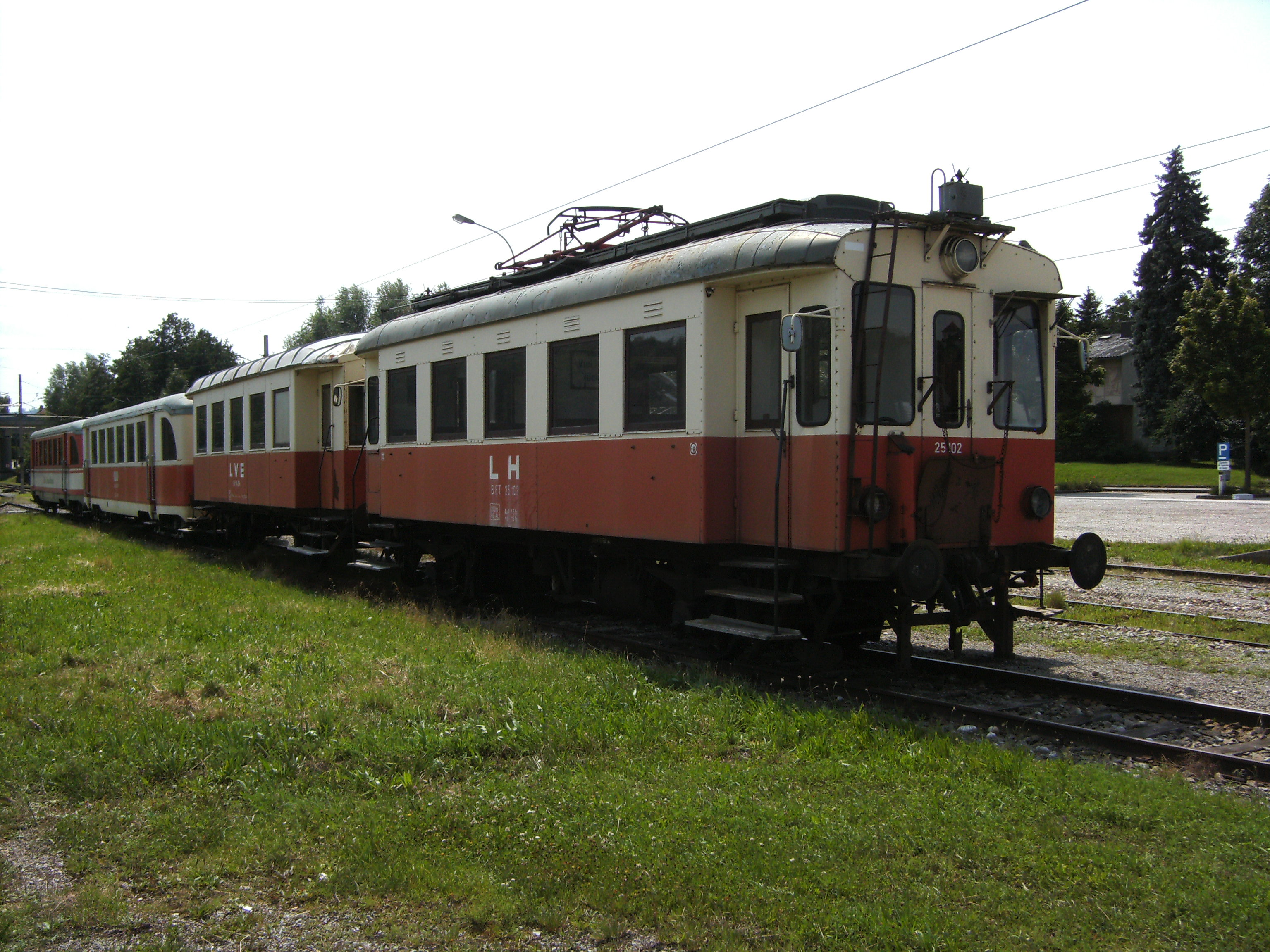
Abgestellte Fahrzeuge in Haag am Hausruck

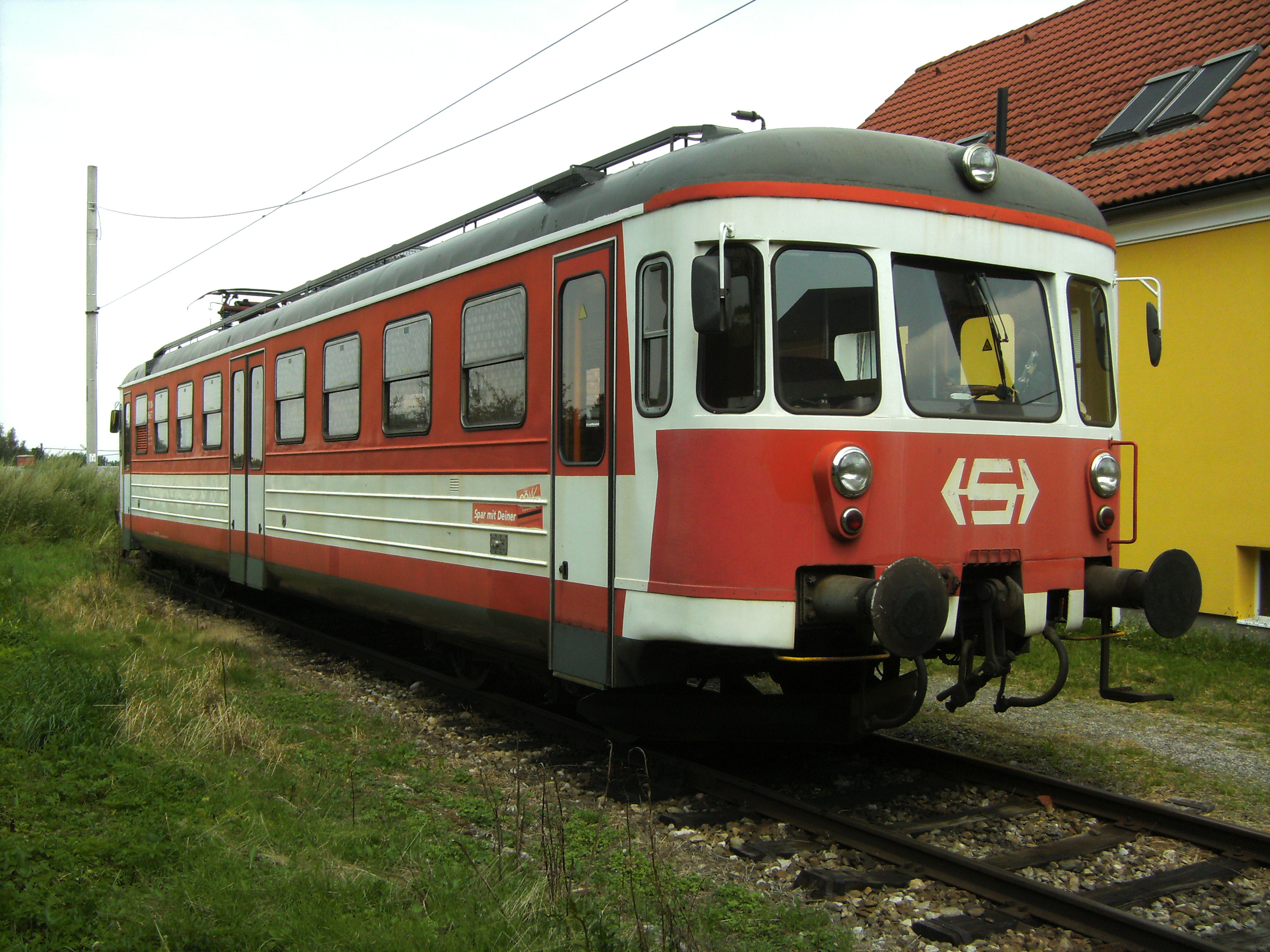
ET 24.104

| Nummer                  | Baujahr | Hersteller                  | Sonstiges |
| ----------------------- | ------- | --------------------------- | --- |
| Lokomotiven             |         |                             | |
| E 20.001                | 1915    | Grazer Waggonfabrik         | Elektrolok, 1935 von der Werksbahn Wöllersdorf gekauft                                                                               |
| E 20 007                | 1956    | SGP                         | Elektrolok, Güterzugsdienst |
| Triebwagen              |         |                             | |
| ET 24 104               | 1950    | Waggonfabrik Graaff in Elze | Plandienstfahrzeug, 2012 verschrottet                                                                                                |
| ET 25.101               | 1932    | Grazer Waggonfabrik         | ehemaliges Plandienstfahrzeug, ausgemustert 1975 nach einem Unfall                                                                   |
| ET 25 102               | 1932    | Grazer Waggonfabrik         | ehemaliges Plandienstfahrzeug, später Nostalgiefahrzeug, 2012 verschrottet                                                           |
| ET 25 103 (ET 4855 001) | 1989    | Bombardier ELIN AG          | Plandienstfahrzeug, 2013 zur ÖBB zurück als ET 4855 001, ex SETG, 2024 verkauft nach Rumänien                                        |
| ET 25 104 (ET 4855 002) | 1989    | Bombardier ELIN AG          | Plandienstfahrzeug, 2013 zur ÖBB zurück als ET 4855 002, ex SETG, 2024 verkauft nach Rumänien                                        |
| ET 25.105               | 1921    | Grazer Waggonfabrik         | 1962 von der Linzer Lokalbahn übernommen                                                                                             |
| Güterwagen              |         |                             | |
| B 38.208                | 1950    | Sankt Pölten                | ÖBB Spantenwagen, seit 1974/1975 auf der Strecke eingesetzt                                                                          |
| B 38.210                | 1950    | Sankt Pölten                | ÖBB Spantenwagen, seit 1974/1975 auf der Strecke eingesetzt                                                                          |
| DPost 84 202            | 1915    | Grazer Waggonfabrik         | ÖBB Postwaggon, seit 1968 im Besitz der Haager Lies                                                                                  |
| G 119 481               | 1913    | Ringhoffer                  | gedeckter Stückgutwaggon, abgestellt in Eferding                                                                                     |
| G 20.811032 852         | 1928    | Niederzwehren               | gedeckter Stückgutwaggon |
| N 24.424                | 1904    | Kolin                       | Niederbordwaggon |
| N 20.520                | 1941    | Breda                       | Kesselwagen |
| N 24.601                | 1941    | Breda                       | Kesselwaggon |
| Bahndienstfahrzeuge     |         |                             | |
| X 25.601                | ?       | Eigenbau                    | Bahnwagen |
| X 25.621                | ?       | Eigenbau                    | Turmwagen |
| Sonstige Fahrzeuge      |         |                             | |
| EGL 25.051              | 1950    | Werkstätte Vorchdorf        | Gleichrichterwagen, Eigenbau der Hauptwerkstätte, abgestellt in Eferding.                                                            |
| EGL 25.052              | 1952    | Werkstätte Vorchdorf        | Gleichrichterwagen, Eigenbau der Hauptwerkstätte, von 2015 bis 2021 verliehen ans Eisenbahnmuseum Schwechat, 2021 verkauft an Privat |